# Carrickfergus (distrikt)
Carrickfergus var ett distrikt i grevskapet Antrim i Nordirland. Distriktet ingick i Belfasts storstadsområde.
Huvudort för distriktet var Carrickfergus. I distriktet låg också staden Greenisland.
I samband med en distriktsreform i Nordirland 1 april 2015 slogs distrikten Ballymena, Carrickfergus och Larne samman till distriktet  Mid and East Antrim. 